# Сингх, Дилприт
Дилприт Сингх (хинди दिलप्रीत सिंह; род. 12 ноября 1999, Амритсар, Пенджаб) — индийский хоккеист на траве, нападающий сборной Индии. Бронзовый призёр Олимпийских игр и бронзовый призёр Азиатских игр.

## Биография
Дилприт Сингх родился 12 ноября 1999 года в деревне Бутала округа Амритсар в семье Балвиндера Сингха. Его отец также был хоккеистом, и именно благодаря его поддержке Дилприт начал заниматься этим видом спорта. Первоначально он учился в Академии Хадур Сахиб, а затем перешёл в Хоккейную Академию Махараджи Ранджита Сингха в Амритсаре, а затем в Академию Сурджита Джаландхара.

## Карьера
Сингх завоевал бронзу на Азиатских играх 2018 года в Индонезии. Также завоевал серебро на Трофее чемпионов в Бреде.
Дилприт Сингх после чемпионата мира в Бхубанешваре в 2018 году был исключён из сборной, где индийцы заняли шестое место. Это произошло по решению главного тренера Грэма Рида, который оказался недоволен физической формой хоккеиста. При этом, по словам Сингха, тренер объснил ему, над чем нужно работать, и он в конечном счёте вернулся на поле.
Принял участие на летних Олимпийских играх 2020 года в Токио. Сборная Индии в групповом этапе одержала 4 победы и вышла в плей-офф со второго места. В четвертьфинале индийцы победили Великобританию со счётом 3:1, и Дилприт Сингх отличился одним голом, однако затем уступили будущим олимпийским чемпионам Бельгии 3:5. В матче за бронзу Индия победила Германию со счётом 5:4, впервые с московской Олимпиады в 1980 году завоевав медаль в хоккее на траве.